# 유관 (제북왕)
제북왕 유관(濟北王 劉寬, ? ~ 기원전 87년)은 중국 전한의 황족 · 제후왕으로, 마지막 제북왕이다. 제북식왕 유호의 아들이다.

## 생애
아버지가 제북식왕 54년(기원전 98년)에 죽어 제북왕 자리를 계승했다.
제북왕 관 11년(기원전 87년), 아버지 식왕의 왕후 광(光)·첩 효아(孝兒)와 간통하고, 황제를 저주한 죄로 주살당해야 한다는 청이 황제(당시에는 막 무제가 죽어 소제가 즉위했다)에게 들어왔다. 소제는 대홍려 이를 보내 제북왕을 소환했고, 제북왕은 칼날로 베어 자결했다. 제북나라는 북안현(北安縣)으로 격하되어 태산군에 속했다. 쌍유산한묘(雙乳山漢墓) 유적의 주인으로 여겨진다.